# Bomba (Italia)
Bomba es un municipio de 964 habitantes en la provincia de Chieti: 

## Ubicación
Forma parte de la Comunità Montana Valsangro.

## Evolución demográfica
| Gráfica de evolución demográfica de Bomba entre 1861 y 2001 |
|                                                             |
| Fuente ISTAT - elaboración gráfica de Wikipedia             |

## Refererencias
1. ↑  Worldpostalcodes.org, código postal n.º 66042.
2. ↑  «Codici Catastali». Comuni-italiani.it (en italiano). Consultado el 29 de abril de 2017.

- Datos: Q51185
- Multimedia: Bomba / Q51185